# Dave Eggers
Dave Eggers (født 12. marts 1970 i Chicago i Illinois, USA) er en amerikansk forfatter.

## Biografi
Eggers voksede op i Lake Forest, Illinois og tog en uddannelse ved University of Illinois at Urbana-Champaign. Han begyndte sin karriere som redaktør af Salon.com og grundlagde Might magazine. Han bor i San Francisco og er gift med Vendela Vida, som han i oktober 2005 fik en datter sammen med.

## Karriere
Eggers' første bog var hans egne memoirer med skønnlitterære træk, Et hjertegribende værk af overvældende genialitet (A Heartbreaking Work of Staggering Genius) (2000). Bogen beskriver, hvordan Eggers påtager sig ansvaret for at opdrage sin yngre bror, da deres forældre pludselig var døde indenfor en kort periode. Memoirerne indeholder fiktive elementer, hvilket skabte en del debat og som gjorde ham til et litterært stjerneskud meget hurtigt. I 2002 udgav han sin første roman, I skal mærke vores hastighed (You Shall Know Our Velocity). Dave Eggers har også udgivet en samling af noveller, Så sultne vi er. I 2008 udkom Hvad er dette hvad (What Is The What: The Autobiography of Valentino Achak Deng).
Eggers er grundlægger af McSweeney's, et litterært magasin som udkommer fire ganger om året. Der findes også et mindre forlag med samme navn.
Eggers er lærer ved stiftelsen «826 Valencia», den første av en række skoler som lærer unge borgere i USA at skrive.

## Eksterne lenker
- Dave Eggers på Internet Movie Database (engelsk)
- Dave Eggers på Filmdatabasen
- Dave Eggers på Scope
- Dave Eggers på Svensk Filmdatabas (svensk)
- Dave Eggers på AlloCiné (fransk)
- Dave Eggers på AllMovie (engelsk)
- Dave Eggers på The Movie Database (engelsk)
- Dave Eggers på Encyclopædia Britannica Online (engelsk)
- Detaljert bibliografi Arkiveret 23. april 2005 hos  Wayback Machine
- Intervju på The Onion AV Club Arkiveret 28. juni 2006 hos  Wayback Machine
- Timothy McSweeney's Internet Tendency Arkiveret 8. maj 2016 hos  Wayback Machine
- Litteraturhuset i Oslo 29. mai 2008 Arkiveret 14. oktober 2015 hos  Wayback Machine

| Portal | Portal:litteratur |